# المختار بن فلفل
المختار بن فلفل القرشي المخزومي الكوفي تابعي كوفي، وأحد رواة الحديث النبوي. مولى آل عمرو بن حريث.

## روايته للحديث النبوي
- روى عن: أنس بن مالك، إبراهيم التيمي، والحسن البصري، وطلق بن حبيب العنزي، وعمر بن عبد العزيز.
- روى عنه: ابنه بكر بْن المختار بْن فلفل، وثابت بن حماد، وجرير بن عبد الحميد، وحفص بن غياث، وزائدة بن قدامة، وسفيان الثوري، وسُلَيْمان بْن عَمْرو النخعي، وعَبْد الله بْن إدريس، وعَبْد الله بْن ميسرة، وعَبْد الأعلى بْن أَبي المساور، وعَبْد الرحيم بْن سُلَيْمان، وعبد الواحد بْن زياد، وعلي بْن مسهر، والْقَاسِم بْن غصن الليثي، والقاسم بن مالك المزني، ومحمد بْن فضيل الضبي، ومسعر بن كدام، ومنصور بْن أَبي الأسود، والهيثم بْن حميد جار كهمس، ووقاء بْن إياس.[1]
- الجرح والتعديل: قال أحمد بن حنبل: «لا أعلم إِلاَّ خَيْرًا»، ووثّقه يحيى بن معين وأبو حاتم الرازي والنسائي والعجلي، وقال أبو داود: «ليس به بأس»، وَقَال ابن حجر العسقلاني في تهذيب التهذيب: «تكلم فيه السُلَيْماني فعده في رواة المناكير عن أنس». وَقَال أبو بكر البزار: «صالح الحديث، وقد احتملوا حديثه». وَقَال ابن حجر العسقلاني في تقريب التهذيب: «صدوق له أوهام»، ذكره ابن حبان في كتاب الثقات، روى له مسلم بن الحجاج، وأبو داود، والترمذي، والنسائي.[1]